# Cheile împărăției

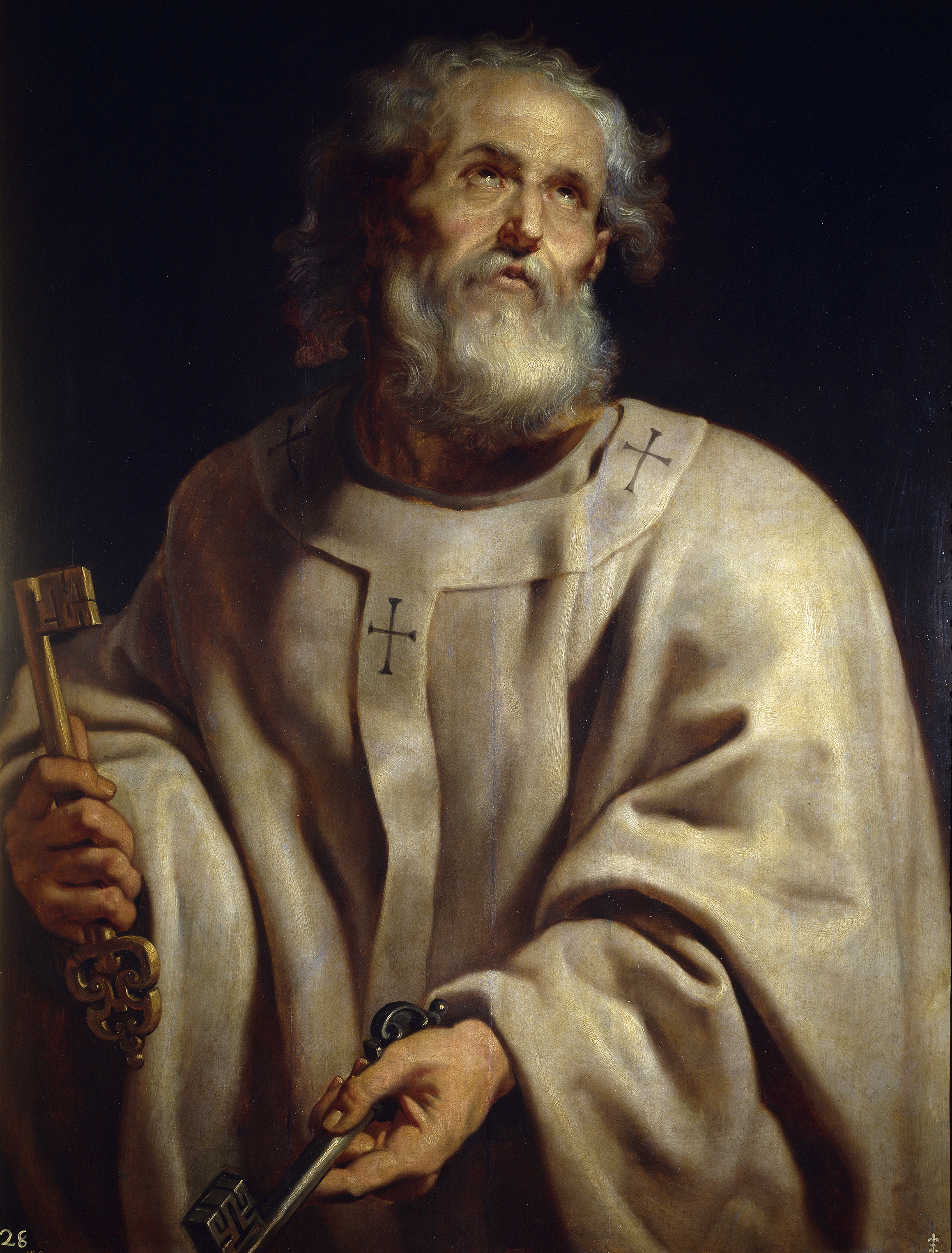
Sfântul Petru cu cheile împărăției. Pictură de Peter Paul Rubens.

Cheile împărăției sau cheile Raiului sunt în tradiția creștină simbolul autorității încredințate Sfântului Petru de Isus Cristos. Fundamentul biblic al acestui simbol se află în Evanghelia după Matei, unde scrie: „Îți voi da cheile împărăției cerurilor, și orice vei lega pe pământ, va fi legat în ceruri, și orice vei dezlega pe pământ, va fi dezlegat în ceruri.”
Acest text a fost interpretat ca fundament al primatului papal. 
Stema Vaticanului are ca element heraldic cheile împărăției. 

## Galerie de imagini

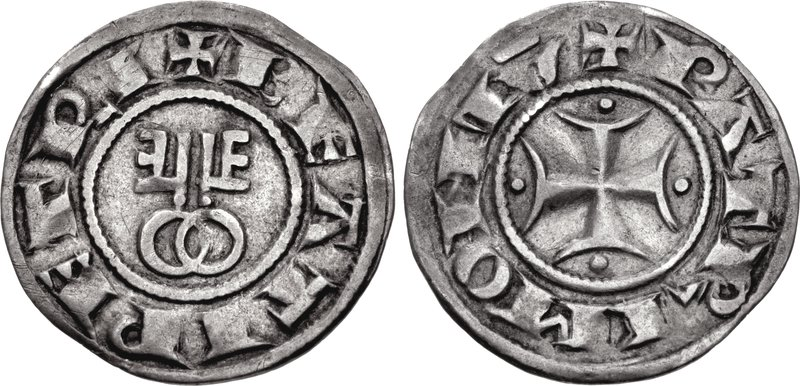
Monedă bătută în anul 1268, cu cheile împărăției